# Réarrangement de Hofmann
Le réarrangement de Hofmann est une réaction organique qui transforme un amide primaire non substitué ,par action d'ion hypobromite ou hypochlorite ,en amine primaire avec une chaine carbonée plus courte d'un atome,,.
Cette réaction est nommée d'après son découvreur, le chimiste allemand August Wilhelm von Hofmann. Elle est parfois aussi nommée « dégradation de Hofmann »,  mais ne doit pas être confondue avec l'élimination de Hofmann.

## Mécanisme
En milieu alcalin, le dibrome forme une l'espèce hypobromite, et l'azote de la fonction amide non substitué perd l'un de ses hydrogènes et devient porteur d'une charge négative. Le brome de l'hypobromite, porteur d'une charge partielle positive attaque ce dernier et forme un N-bromoamide. L'atome d'azote subit alors une seconde perte d'hydrogène. Contrairement aux réactions proches comme le réarrangement de Curtius, le réarrangement de Lossen ou encore la réaction de Schmidt (en), on n'observe pas après le départ du brome à la formation d'un intermédiaire qui serait ici un nitrène qui se réarrangerait ensuite en isocyanate, mais plutôt directement à un réarrangement concerté pour former immédiatement l'isocyanate. Ce dernier n'est pas stable en milieux aqueux et réagit immédiatement pour former un carbamate, qui se décarboxyle pour former l'amine et du dioxyde de carbone.(Nota Bene : cette réaction fonctionne aussi avec d'autres ions hypohalites comme l'ion hypochlorite .)

## Variations
D'autres réactifs peuvent jouer le rôle du dibrome pour provoquer un réarrangement de Hofmann, comme le N-bromosuccinimide (NBS) ou le 1,8-diazabicyclo[5.4.0]undéc-7-ène (DBU). dans l'exemple suivant, l'intermédiaire isocyanate est piégé par le méthanol pour former un carbamate :
De façon similaire, l'intermédiaire isocyanate peut être piégé par le tert-butanol.
Une alternative plus douce au dibrome peut aussi être le (bis(trifluoroacétoxy)iodo)benzène.

## Applications
- Conversion des amides aliphatiques et aromatiques en amines correspondantes
- Préparation de l'acide anthranilique à partir du phtalimide.
- Conversion de l'acide nicotinique en 3-aminopyridine (en).